# 小行星5619
小行星5619（英語：5619 Shair）是一颗围绕太阳公转的小行星。1990年4月26日，埃莉諾·赫琳在帕洛马山发现了此天体。
这颗小行星的绝对星等为141.58109等。